# 2149 Швамбранія
2149 Швамбранія (2149 Schwambraniya) — астероїд головного поясу, відкритий 22 березня 1977 року.
Тіссеранів параметр щодо Юпітера — 3,420.